# Rigel III
Pour les articles homonymes, voir Rigel (homonymie).
Le Rigel III est un ferry appartenant à la compagnie grecque Ventouris Ferries. Construit entre 1978 et 1979 aux chantiers Wärtsilä de Turku pour la compagnie finlandaise SF-Line, il portait à l'origine le nom de Turella. Mis en service en juin 1979 sur les liaisons du réseau Viking Line reliant la Finlande, les îles Åland et la Suède, il navigue sur cet itinéraire jusqu'en 1988. Vendu à la compagnie suédoise Stena Line, il est rebaptisé Stena Nordica et employé dans un premier temps sur les lignes entre la Suède, le Danemark et la Norvège puis entre la Suède et le Danemark sous les couleurs de Lion Ferry à partir de 1996. Cédé en 1997 à la compagnie estonienne Tallink, il navigue à partir de février 1998 sous le nom de Fantaasia entre l'Estonie et la Finlande. Transféré entre l'Estonie et la Suède en 2002, puis sur un itinéraire reliant Finlande et la Russie en 2004, il est ensuite affrété par divers armateurs tels qu'Algérie Ferries en 2005 et en 2007, la Comanav en 2007 et la compagnie norvégienne Kystlink qui en fera l'acquisition en 2008. Rebaptisé Kongshavn, il est exploité jusqu'en 2010 sur une liaison reliant la Norvège à la Suède avant d'être revendu à la compagnie croate Blue Line qui le fait naviguer en mer Adriatique entre la Croatie et l'Italie sous le nom de Regina della Pace. Finalement cédé en 2017 à la compagnie grecque Ventouris Ferries, il navigue depuis lors entre l'Italie et l'Albanie sous le nom de Rigel III.

## Histoire

### Origines et construction
Dans les années 1970, l'augmentation du trafic sur lignes maritimes reliant la Finlande et la Suède a favorisé l'émergence de deux consortiums rivaux composés chacun de plusieurs compagnies maritimes finlandaises et suédoises. Tout au long de la décennie, les opérateurs Viking Line et Silja Line se livrent une véritable guerre du tonnage et du confort, encouragée par une clientèle de plus en plus exigeante et une hausse constante du trafic. Malgré les moyens mis en place, la flotte de Viking Line se révèle moins performante que celle de sa rivale, en particulier depuis la mise en service des jumeaux Svea Corona, Wellamo et Bore Star entre 1975 et 1976. Dans l'optique de surpasser leurs concurrents, les compagnies SF-Line, Rederi Ab Sally et Rederi Ab Slite, propriétaires de Viking Line, se lancent à la fin des années 1970 dans un important programme de renouvellement de leurs flottes. Tandis que Sally envisage la mise en service de deux imposants navires pour la liaison Helsinki - Stockholm, et que Slite réfléchit à lancer la construction d'un nouveau car-ferry pour Turku - Mariehamn - Stockholm, SF-Line décide de son côté de pourvoir au remplacement du Kapella, du Marella et de l‘Aurella sur les lignes desservant la Suède par l'archipel d'Åland.
Les équipes de SF-Line s'affairent alors à l'élaboration d'un premier navire. Conçu sur la base de l‘Aurella, la future unité est alors prévue pour être deux fois plus imposante que ce dernier avec 135 mètres de longueur et disposer d'un confort accru grâce à sa grande taille permettant d'augmenter considérablement la surface consacrée aux installations ainsi que de doubler le nombre de cabines par rapport à son prédécesseur. Les grandes lignes définies, SF-Line lance en 1976 un appel d'offres international en vue de la construction d'un navire d'une capacité de 1 700 passagers et 540 véhicules. Après examen des offres, la direction décide de retenir celle de l'entreprise japonaise Mitsubishi Heavy Industries qui propose la construction du navire pour la somme relativement basse de 80 millions de marks finlandais, soit 36 millions de moins que la concurrence finlandaise. Le 13 septembre 1977, un contrat de construction est alors signé entre SF-Line et le chantier japonais. La nouvelle est cependant très mal reçue en Finlande à une époque où le secteur de la construction navale connaît une crise sans précédent en raison de prix prohibitifs par rapport aux chantiers étrangers. Le financement du futur navire de SF-Line étant soumis à l'approbation de la Banque de Finlande, celle-ci refuse de débloquer les fonds nécessaires au projet, espérant inciter la compagnie à privilégier un chantier finlandais. Après de longues négociations entre la banque et SF-Line, la direction de cette dernière accepte finalement la rupture du contrat passé avec Mitsubishi et de se tourner vers l'entreprise finlandaise Wärtsilä pour la construction de son nouveau navire, l'État proposant même de subventionner le projet à la hauteur de 17 millions de marks. Malgré cela, le coût de la réalisation du futur car-ferry se révèlera 15% supérieur par rapport à l'offre de Mitsubishi.
Le nouveau contrat de construction est signé entre SF-Line et Wärtsilä le 17 mars 1978. Mis sur cale au chantier naval de Perno à Turku le 10 août, il est ensuite lancé le 21 novembre. Baptisée Turella, cette nouvelle unité suscite un intérêt particulier au sein du consortium Viking Line, Rederi Ab Slite et Rederi Ab Sally ayant en effet demandé à SF-Line d'avoir accès à ses plans afin de lancer la construction de navires similaires. Slite décidera toutefois de concevoir son propre navire tandis que Sally se verra essuyer le refus de la part se SF-Line de livrer les plans du navire, ce qui poussera la direction à également réfléchir à l'élaboration d'un nouveau navire. Le Turella de son côté est achevé durant les mois suivant sa mise à l'eau et livré à SF-Line le 4 juin 1979.

### Service

#### Viking Line (1979-1988)
Le Turella réalise sa première rotation commerciale le 15 juin 1979 entre Turku, Mariehamn et Stockholm. Mis simultanément en service avec le ferry Diana II de Slite, ils sont alors les navires les plus imposants naviguant sur cette ligne, mais seront cependant détrônés par le Viking Sally, aligné en 1980 par Rederi Ab Sally. Naviguant un temps de concert avec ce dernier, le Turella échangera par la suite son affectation avec son sister-ship le Rosella et sera transféré entre Naantali, Mariehamn et Kapellskär. Il reviendra cependant desservir la ligne Turku - Mariehamn - Stockholm à quelques reprises, notamment pour pallier les arrêts techniques de son jumeau.
Tout au long des années 1980, la concurrence entre Viking Line et Silja Line sur les lignes de l'archipel finlandais se poursuit. Entre 1985 et 1986, Silja Line aligne entre Turku, Mariehamn et Stockholm les deux cruise-ferries géants Svea et Wellamo, bien plus imposants que les unités de Viking Line en service sur cet axe. Afin de maintenir la compagnie aux bateaux rouges au niveau de sa rivale, SF-Line décide elle aussi de faire construire deux cruise-ferries qui remplaceraient le Rosella et le Turella sur leurs dessertes respectives. En prévision de l'arrivée du premier navire, annoncée pour l'horizon 1988, SF-Line conclut alors un accord portant sur la vente du Rosella à l'armateur suédois Stena Line. Cependant, en raison d'un contretemps dans la construction du nouvel Amorella, SF-Line se voit dans l'incapacité de livrer le navire dans les délais prévus et doit payer par conséquent des indemnités de retard. Devant l'incertitude quant à la date de livraison de l’Amorella, SF-Line décide finalement de céder le Turella à la place du Rosella, les deux navires étant identiques.
Le contrat de vente est conclu le 30 août 1988, mais le navire reste cependant exploité par SF-Line jusqu'au 13 octobre. Après avoir achevé sa dernière traversée sous les couleurs de Viking Line entre Kapellskär, Mariehamn et Naantali, le Turella quitte la Finlande le 14 octobre.

#### Stena Line/Lion Ferry (1988-1998)

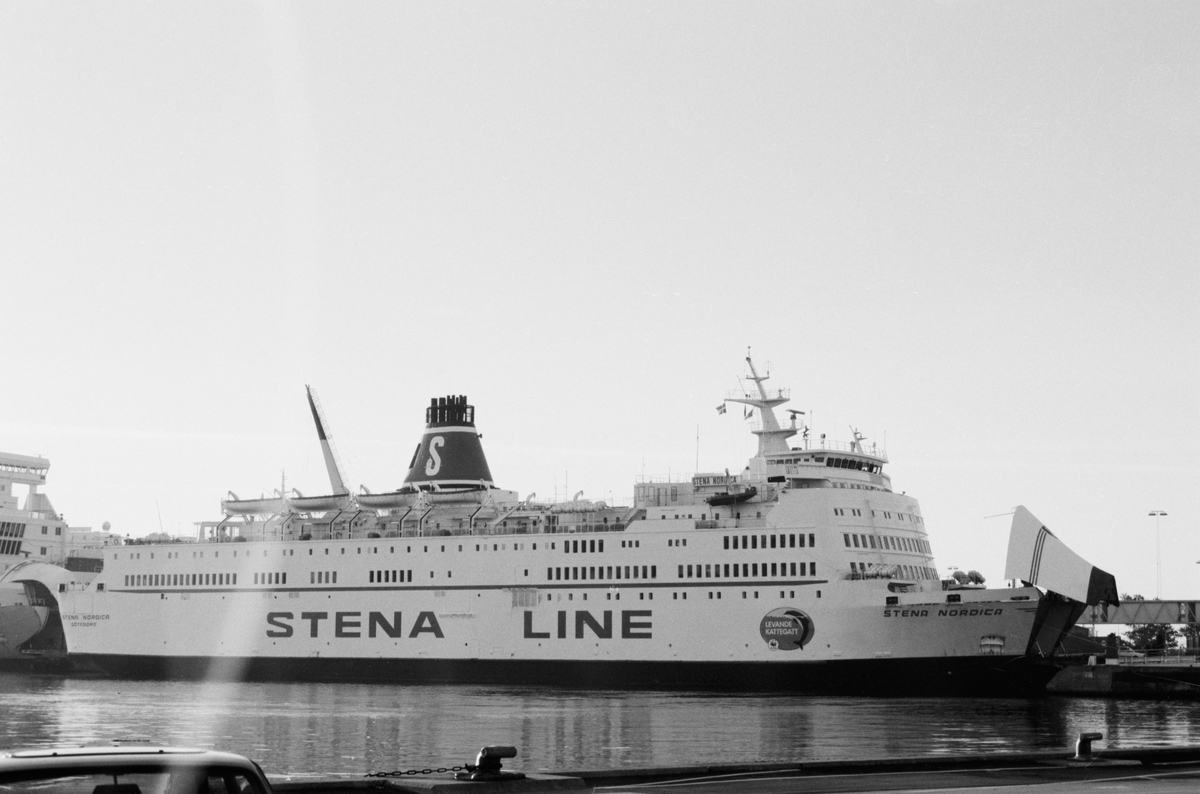
Le Stena Nordica durant sa carrière chez Stena Line.

Arrivé en Suède le 14 octobre 1988, le navire entre aux chantiers Cityvarvet de Göteborg afin d'être mis aux standards de son nouveau propriétaire. Sa coque est repeinte en blanc et sa cheminée est parée de l'emblème de Stena Line. Au cours des travaux, il est rebaptisé Stena Nordica le 24 octobre. À l'issue des transformations, le navire est mis en service le 20 janvier 1989 sur les lignes reliant la Suède, le Danemark et la Norvège entre Göteborg, Frederikshavn et Moss. En plus de sa principale affectation, le Stena Nordica est occasionnellement employé entre Göteborg et Kiel en Allemagne afin de pallier les arrêts techniques des navires y étant habituellement affectés.
En avril 1996, Stena Line décide de transférer le Stena Nordica au sein de sa filiale Lion Ferry. Après avoir réalisé sa dernière rotation pour Stena le 14 avril, le navire est envoyé aux chantiers de Landskrona afin d'être mis aux couleurs de Lion Ferry. Une fois les travaux terminés, il est déployé le 6 mai entre Halmstad, son nouveau port d'attache, et Grenå, au Danemark, sous le nom de Lion King. Exploité sur cet axe durant un an et demi, mais également de manière occasionnelle vers Gdynia en Pologne, le navire est finalement vendu en décembre 1997 à la compagnie estonienne Tallink. Le 6 décembre, il cesse de relier Halmstad et Grenå.

#### Tallink (1998-2007)

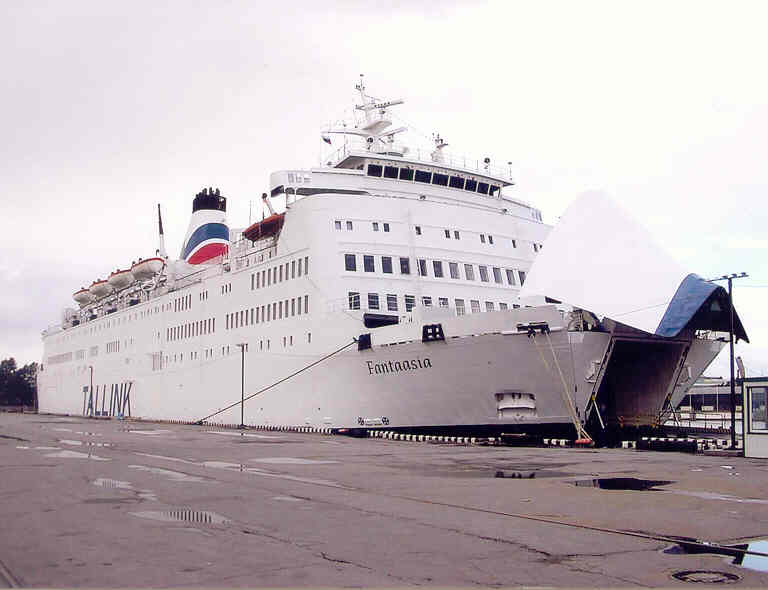
Le Fantaasia à Saint-Pétersbourg en 2004.

Rebaptisé Fantaasia en janvier 1998, le navire est transformé et mis aux standards de Tallink. À cet effet, sa coque est repeinte en bleu et des bandes rouges sont ajoutées au niveau des superstructures. En plus d'être mis aux couleurs de la compagnie estonienne, le car-ferry connaît d'autres modifications telles que l'ajout de cabines supplémentaires à la place du garage situé à l'arrière du pont 4. Les travaux terminés, le Fantaasia est mis en service le 23 février 1998 entre l'Estonie et la Finlande.
Remplacé entre Tallinn et Helsinki le 22 mai 2002 par le nouveau cruise-ferry Romantika, le Fantaasia est transféré entre l'Estonie et la Suède sur la ligne Tallinn - Stockholm aux côtés du Regina Baltica. Également supplanté sur cet axe à la suite de l'entrée en flotte du cruise-ferry Victoria I en mars 2004, le navire est retiré du service.
Durant la seconde moitié des années 2000, Tallink va alors tenter de trouver une autre utilisation au Fantaasia. Ainsi, à partir d'avril 2004, le navire expérimente une nouvelle liaison reliant Tallinn, Helsinki et Saint-Pétersbourg en Russie. Cet itinéraire ne rencontrera cependant pas le succès escompté et sera interrompu en janvier 2005. De nouveau sans affectation, le Fantaasia est affrété pour neuf mois par la compagnie publique algérienne Algérie Ferries. Après avoir quitté l'Estonie le 6 janvier pour rejoindre la Méditerranée, le navire est employé sur les lignes reliant l'Algérie et la France. Une fois l'affrètement terminé au mois d'octobre, le car-ferry regagne l'Estonie pour y être désarmé.
En 2006, Tallink décide d'ouvrir une toute nouvelle liaison reliant la Lettonie à la Suède. Le Fantaasia est alors choisi pour inaugurer cette nouvelle desserte et réalise sa première traversée entre Riga et Stockholm le 6 avril. Le service du navire sur cet itinéraire est cependant de courte durée puisque le 12 mai, il est remplacé par le Regina Baltica. C'est ainsi que le 18 mai, le navire est une nouvelle fois affrété, cette fois-ci par la Compagnie marocaine de navigation (Comanav). Employé entre juin 2006 et avril 2007 sur des traversées entre le Maroc et l'Italie, il est par la suite de nouveau affrété par Algérie Ferries jusqu'en octobre.

#### Kystlink (2007-2008)
Son service en Méditerranée terminé, le Fantaasia est affrété en Norvège pour une durée de trois mois renouvelable par la compagnie Kystlink à compter d'octobre 2007. Après avoir regagné l'Europe du nord, il entre en arrêt technique à Göteborg afin d'être préparé en vue de sa future affectation. Durant ce passage en cale sèche, plusieurs dysfonctionnement seront recensés au niveau des dispositifs de sécurité, ce qui nécessitera des interventions obligatoires pour permettre au navire de reprendre la mer. Ce détail réglé, le Fantaasia est mis en service le 8 décembre 2007 entre la Norvège et le Danemark au départ de Langesund vers Hirtshals et Strömstad.
Le 15 avril 2008, Kystlink rachète le navire à Tallink pour la somme de 19,5 millions d'euros. À cette occasion, il est renommé Kongshavn le 30 juin et enregistré sous pavillon norvégien le 4 juillet. Le 21 octobre cependant, les services de la compagnie Kystlink sont interrompus et le navire est immobilisé à Sandefjord à partir du 31 octobre. Quelques mois plus tard, en mars 2009, il rejoint le Danemark afin d'effectuer un carénage aux chantiers de Fredericia. Mis en vente, il est racheté en décembre par la compagnie croate Blue Line.

#### Blue Line (2010-2017)

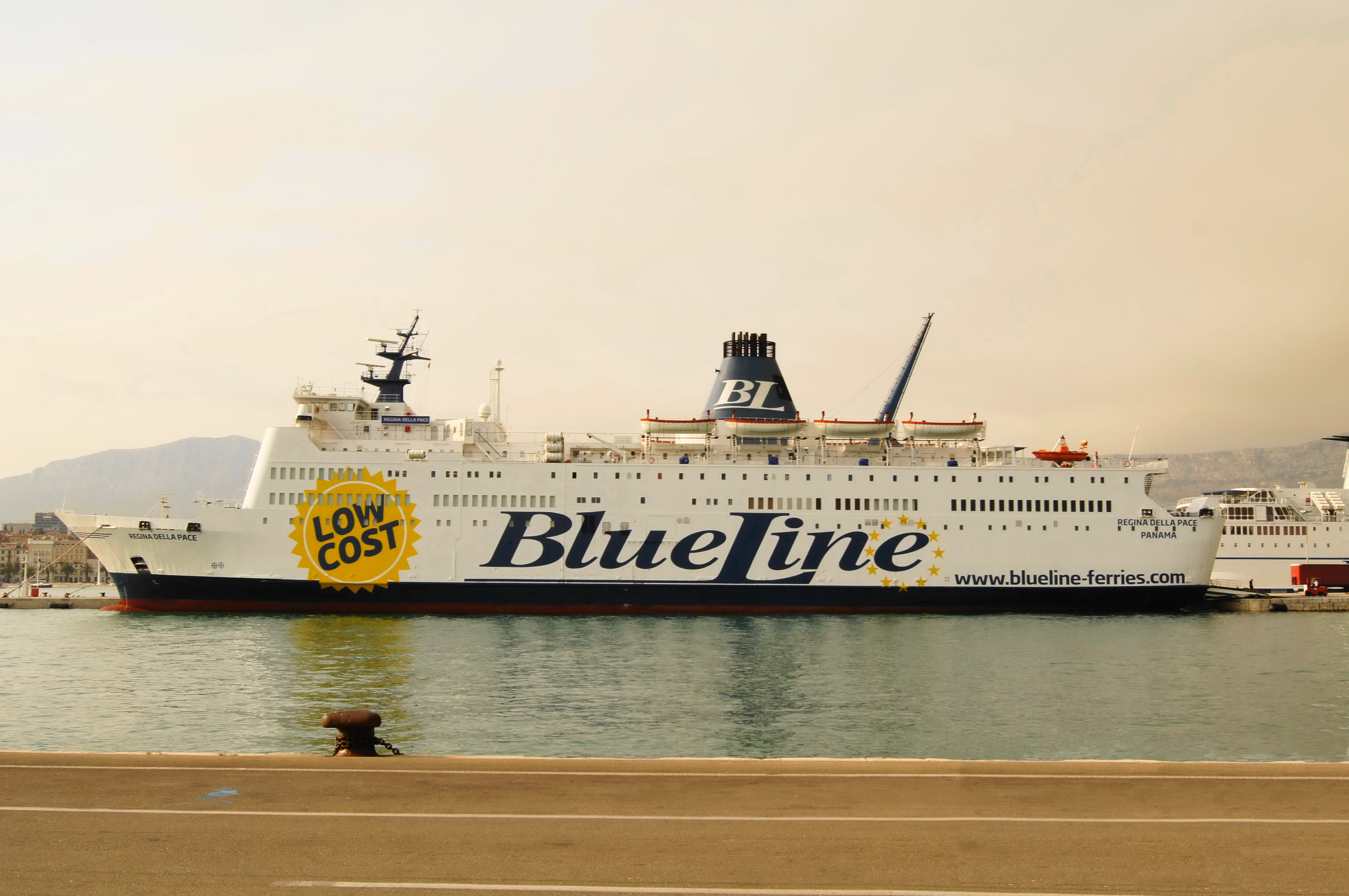
Le Regina della Pace à Split en 2011.

Livré à ses nouveaux propriétaires le 17 mars 2010, le navire est rebaptisé Regina della Pace et enregistré sous pavillon de complaisance panaméen. Le 27 mars, il quitte le Danemark afin de rejoindre la Méditerranée. Après un passage aux chantiers de Bijela au Monténégro où il est notamment mis aux couleurs de la compagnie Blue Line, il entame son service le 19 avril entre la Croatie et l'Italie. Après une carrière sans incident particulier, le navire est cependant immobilisé en octobre 2016 en raison de l'arrêt des activités de Blue Line. Au mois de novembre, il rejoint les chantiers de Bijela pour y effectuer un arrêt technique. À l'issue de celui-ci, il est vendu à la compagnie grecque Ventouris Ferries le 30 décembre.

#### Ventouris Ferries (depuis 2017)
Réceptionné le 15 janvier 2017 par son nouveau propriétaire, le navire devient le Rigel III. Après avoir été transformé à Aigion en Grèce, il est mis en service sur l'itinéraire de Ventouris Ferries reliant l'Italie et l'Albanie sur la liaison Bari - Durrës.

## Aménagements
Le Rigel III possède 11 ponts. Si à l'origine la numérotation des étage était décalée en raison l'attribution du chiffre 0 au pont le plus bas, elle sera cependant modifiée en 1998 et concordera avec le nombre total d'étages. Les locaux passagers se situent sur la totalité des ponts 5, 6 et 7 ainsi que sur une partie du pont 8 tandis que ceux de l'équipage occupent principalement les ponts 8 et 5. Les ponts 3 et 4 sont pour leur part consacrés aux garages.

### Locaux communs
Le Rigel III possède des installations classiques situées en grande partie sur les ponts 6 et 7. À l'origine, le navire était équipé d'une cafétéria, d'un bar-salon, d'un centre de conférences et d'une boutique hors-taxe sur le pont 6 et d'un restaurant sur le pont 7. Ces installations n'ont que très peu évolué au fil des années.

### Cabines
À l'origine, le Turella proposait 740 places en couchettes au sein d'une centaine de cabines principalement situées sur le pont 6 mais aussi à l'avant du pont 4 ainsi que sur le pont 2 en dessous des garages. En 1998, de nouvelles cabines sont aménagées sur le pont 4, portant le nombre de couchettes à 862. Les cabines standards, internes ou externes, sont équipées de deux à quatre couchettes ainsi que de la télévision et de sanitaires comprenant douche, WC et lavabo. Certaines d'entre elles disposent d'un grand lit à deux places. Le navire propose également des suites. Des cabines accessibles aux personnes à mobilité réduite ou aux animaux sont également présentes.

## Caractéristiques
Le Rigel III mesure 136,11 mètres de long pour 24,24 mètres de large. Son tonnage était à l'origine de 10 604 UMS avant d'être porté à 16 405 UMS en 1998. Sa capacité d'emport était initialement de 1 700 passagers et son garage pouvait accueillir 555 véhicules répartis sur deux niveaux et demi. La capacité du garage sera abaissée à 425 véhicules en 1998 et celle des passagers portée à 1 800. Le garage est accessible par deux portes-rampes situées à l'arrière et une porte-rampe avant. La propulsion est assurée par quatre moteurs diesels Wärtsilä-Pielstick 12PC2-2V 400 développant une puissance de 17 652 kW entraînant deux hélices à pas variable faisant filer le bâtiment à une vitesse de 21,5 nœuds. Le Rigel III possède sept embarcations de sauvetage ouvertes de taille moyenne, quatre sont situées du côté bâbord et trois du côté tribord, vers le milieu du navire. Elles sont complétées par un canot semi-rigide. En plus de ces principaux dispositifs, le navire dispose de plusieurs radeaux de sauvetage à coffre s'ouvrant automatiquement au contact de l'eau. Le navire est doté de deux propulseurs d'étrave facilitant les manœuvres d'accostage et d'appareillage ainsi que de stabilisateurs anti-roulis. Il est également équipé d'une coque brise-glace classée 1 A Super.

## Lignes desservies
Pour Viking Line de 1979 à 1988, le Turella a navigué dans un premier temps entre Turku, Mariehamn et Stockholm avant d'être transféré en 1981 sur la ligne Naantali - Mariehamn - Kapellskär sur laquelle il naviguera jusqu'en 1988.
Depuis 2017, le Rigel III est employé entre l'Italie et l'Albanie sur la ligne Bari - Durrës.